# Cây bụi lùn

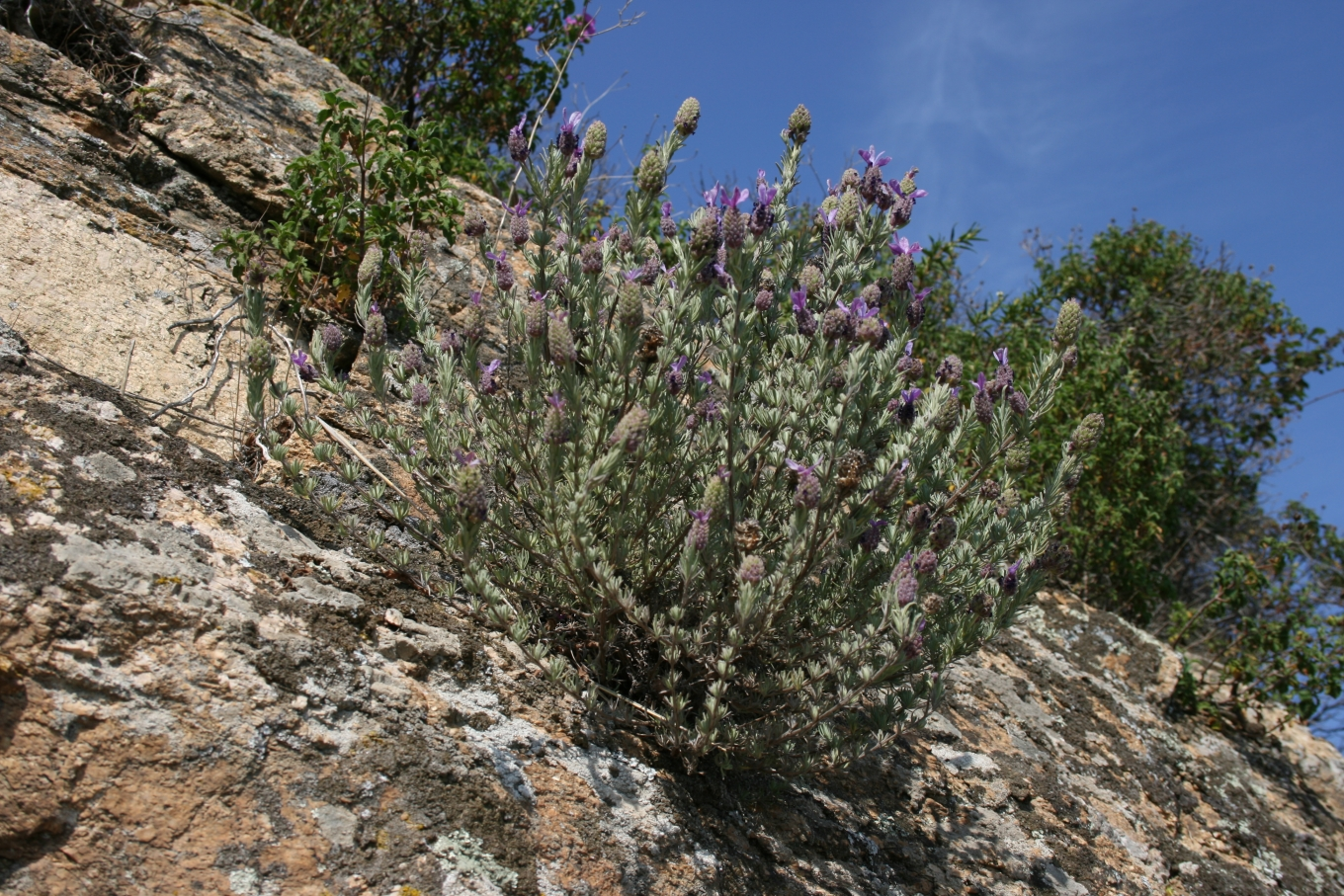
Hình ảnh của Lavandula stoechas

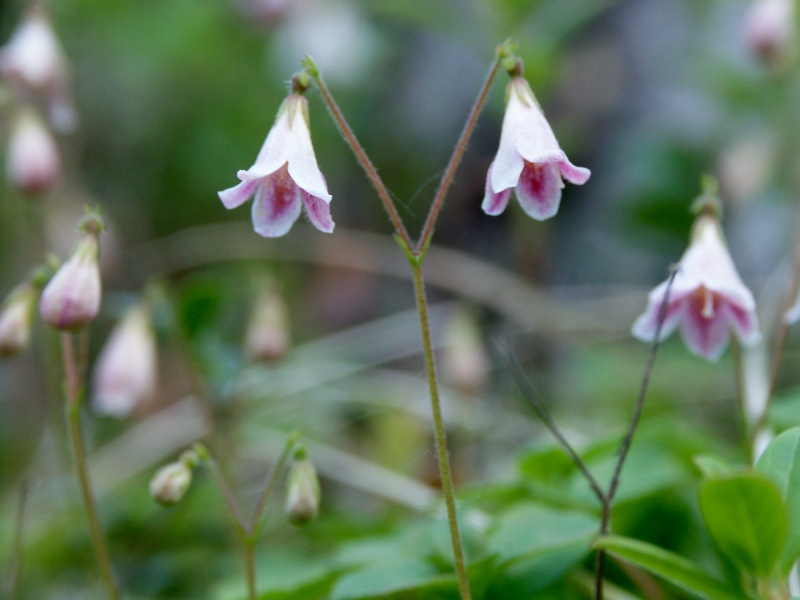
Hình ảnh của Linnaea borealis

Cây bụi lùn là một loài cây sinh gỗ ngắn và thường từ bụi cây cũng để chỉ các cây này. Bởi vì đây không phải là từ để chỉ riêng bất kì loài nào mà là thuật ngữ sử dụng chung để chỉ các loài cây bụi lùn nên định nghĩa của cây bụi lùn thì không rõ ràng với cây bụi. Cây bụi lùn có lẽ là những cây thân thảo có thân cứng cáp hơn những cây thân thảo khác. Một vài loài cây được mô tả là cây bụi lùn, một vài trong số chúng thì phần gỗ lại yếu, một số khác thì lại sống chỉ vài năm. Nhưng trái lại, Oldenburgia paradoxa thì sống trên những vết nứt trên đá không biết đến bao giờ.
Những loài cây bụi nhỏ, thấp như Lavandula, các loài của chi Dừa cạn châu Âu, cỏ xạ hương, nhiều loài của họ Ericaceae như mạn việt quất và những loài nhỏ của chi Thạch nam thì được phân loại thành cây bụi lùn.

## Định nghĩa
Cây bụi lùn tức là những cây có những chồi non ngủ đông trên những nhánh cây cứng cáp gần mặt đất - thường là những loài cây sinh gỗ có những chồi ở gần sát mặt đất, đa phần chưa đến 25 cm (9,8 in) từ mặt đất. Ý nghĩa của việc này đó là tránh được một số yếu tố bất lợi. Bên cạnh đó, cây bụi lùn là loài phổ biến với những môi trường khắc nghiệt như: đất nghèo dinh dưỡng chỉ toàn đá và sỏi, môi trường núi cao, vùng cực, môi trường có nhiệt độ cao, nên thực vật thường bị cháy (ví dụ cho môi trường này là các loài của hai chi Banksia và Bạch đàn có thể mọc lại từ những bộ phận có thể tái sinh còn sót lại), cuối cùng là vùng chăn nuôi gia súc quá mức.